# آیرنتن (مینه‌سوتا)
آیرنتن، مینه‌سوتا (به انگلیسی: Ironton, Minnesota) یک شهر در ایالات متحده آمریکا است که در شهرستان کرو وینگ، مینه‌سوتا واقع شده‌است.

## خصوصیات
آیرنتن ۵٫۱۸ کیلومترمربع مساحت و ۵۷۲ نفر جمعیت دارد و ۳۸۴ متر بالاتر از سطح دریا واقع شده‌است.